# John McIntyre (Eishockeyspieler, 1969)
John McIntyre (* 29. April 1969 in Ravenswood, Ontario) ist ein ehemaliger kanadischer Eishockeyspieler, der im Verlauf seiner aktiven Karriere zwischen 1985 und 1996 unter anderem 395 Spiele für die Toronto Maple Leafs, Los Angeles Kings, New York Rangers und Vancouver Canucks in der National Hockey League (NHL) auf der Position des Centers bestritten hat. In Diensten der Vancouver Canucks erreichte McIntyre im Rahmen der Stanley-Cup-Playoffs 1994 die Finalserie um den Stanley Cup.

## Karriere
McIntyre verbrachte seine Juniorenzeit zwischen 1985 und 1989 bei den Guelph Platers in der Ontario Hockey League (OHL). Dort erlebte der Angreifer eine überaus erfolgreiche Rookiesaison, die mit dem Gewinn des Doubles bestehend aus dem J. Ross Robertson Cup der OHL und dem prestigeträchtigen Memorial Cup des Dachverbandes Canadian Hockey League (CHL), abgeschlossen wurde. Zwar konnte die Mannschaft diese Erfolge in den folgenden drei Jahren nicht wiederholen, dennoch steigerte sich McIntyre von Jahr zu Jahr in seiner Offensivproduktion. Die zehn Punkte aus seinem Rookiejahr hatte er am Ende der Spielzeit 1988/89 auf 56 Scorerpunkte gesteigert. Zudem war der Defensivstürmer bereits im Sommer 1987 im NHL Entry Draft 1987 in der dritten Runde an 49. Position von den Toronto Maple Leafs aus der National Hockey League (NHL) ausgewählt worden und hatte in der OHL die Bobby Smith Trophy erhalten. Damit wurde der Spieler ausgezeichnet, der im Saisonverlauf am besten sportliche sowie schulische Leistungen miteinander vereint hatte.
Bereits zum Ende der Saison 1988/89 sammelte McIntyre seine ersten Erfahrungen im Profibereich, als er dreimal für Torontos Farmteam Newmarket Saints in der American Hockey League (AHL) zum Einsatz kam. Im folgenden Spieljahr stand der Jungspieler schließlich im Aufgebot der Maple Leafs und bestritt – neben sechs Spielen für Newmarket in der AHL – insgesamt 59 Partien für Toronto in der NHL. In der Saison 1990/91 folgten weitere 13 Einsätze, ehe er im November 1990 im Tausch für Mike Krushelnyski an die Los Angeles Kings abgegeben wurde. Dort fand der Kanadier bis zum März 1993 eine neue sportliche Heimat, in der er in der Spielzeit 1991/92 mit 24 Punkten sein bestes NHL-Jahr absolvierte. Zur Trade Deadline im März 1993 wurde er von den Kaliforniern allerdings im Austausch für Mark Hardy und einem Fünftrunden-Wahlrecht im NHL Entry Draft 1993 zu den New York Rangers geschickt. Für New York bestritt McIntyre im restlichen Saisonverlauf elf Spiele.
Da der Angreifer kurz vor dem Beginn der Saison 1993/94 über den NHL Waiver Draft von den Vancouver Canucks ausgewählt wurde, blieb es bei den elf Einsätzen für die „Broadway Blueshirts“. Mit den Canucks bestritt ein herausragendes Jahr, das das Team bis in die Finalserie der Stanley-Cup-Playoffs 1994 führte. Dort unterlag Vancouver allerdings McIntyres Ex-Team, den New York Rangers. Nachdem er die durch den Lockout verkürzte und verspätet begonnene NHL-Spielzeit 1994/95 ebenfalls in Vancouver verbracht hatte, kam er in der Saison 1995/96 ausschließlich bei deren Kooperationspartner Syracuse Crunch in der AHL zum Einsatz. Nach dem Spieljahr beendete McIntyre im Alter von 27 Jahren seine aktive Karriere.

### International
Für sein Heimatland Kanada nahm McIntyre mit der U20-Nationalmannschaft an der Junioren-Weltmeisterschaft 1989 im US-amerikanischen Anchorage im Bundesstaat Alaska teil. Dabei belegte der Mittelstürmer mit der Mannschaft den vierten Rang und platzierte sich damit knapp außerhalb der Medaillenränge. In sieben Turnierspielen erzielte McIntyre ein Tor.

## Erfolge und Auszeichnungen
- 1986 J.-Ross-Robertson-Cup-Gewinn mit den Guelph Platers
- 1986 Memorial-Cup-Gewinn mit den Guelph Platers
- 1987 Bobby Smith Trophy

## Karrierestatistik

### International
Vertrat Kanada bei:
- Junioren-Weltmeisterschaft 1989

(Legende zur Spielerstatistik: Sp oder GP = absolvierte Spiele; T oder G = erzielte Tore; V oder A = erzielte Assists; Pkt oder Pts = erzielte Scorerpunkte; SM oder PIM = erhaltene Strafminuten; +/− = Plus/Minus-Bilanz; PP = erzielte Überzahltore; SH = erzielte Unterzahltore; GW = erzielte Siegtore; 1 Play-downs/Relegation; Kursiv: Statistik nicht vollständig)